# Tottenham Hotspur Football Club 2017-2018
Questa voce raccoglie le informazioni riguardanti il Tottenham Hotspur Football Club nelle competizioni ufficiali della stagione 2017-2018.

## Stagione
Il Tottenham, per questa sessione di calciomercato estiva, decide di cambiare parzialmente la difesa con la partenza di Kyle Walker, Kevin Wimmer e Federico Fazio e gli arrivi di Davinson Sanchez, Serge Aurier e Juan Foyth. Inoltre arriva il portiere Paulo Gazzaniga, appena svincolato dal Southampton.
Il campionato incomincia il 13 agosto 2017 con la vittoria per 2-0 in trasferta con il Newcastle, ma le prime 5 partite si chiudono tra altri e bassi, con un totale di 2 vittorie (entrambe in trasferta), 2 pareggio e 1 sconfitta nel derby contro il Chelsea. La squadra però si piazza al quinto posto, dopo aver toccato anche il decimo alla seconda giornata, e ottiene in seguito 4 vittorie di fila, travolgendo, tra le altre, anche il Liverpool per 4-1. Questo li porta al terzo posto, che viene mantenuto anche dopo la sconfitta per 1-0 all'Old Trafford contro il Manchester United. La vittoria nel derby con il Crystal Palace con un gol di Son, e poi una serie di 4 partite in cui gli Spurs racimolano solamente 2 punti, cadendo al settimo posto nella quattordicesima giornata.
Le prestazioni altalenanti, composte da grandi vittorie (5-1 allo Stoke City alla sedicesima giornata) e tonfi contro le "big" di campionato (perdono infatti contro Chelsea, 2-1, Manchester United, 1-0, Arsenal, 2-0, Leicester City campione in carica, 2-1, e Manchester City addirittura per 4-1) permettono al Tottenham di guadagnare "solo" un quinto posto alla fine del girone d'andata.
Anche in League Cup arrivano delle delusioni, infatti arriva l'eliminazione prematura dalla competizione, perché dopo la vittoria per 1-0 in casa contro il Barnsley arriva la sconfitta per 2-3 contro il West Ham.
In Champions League vengono inseriti nel girone "di ferro" con Real Madrid, Borussia Dortmund e Apoel Nicosia, ma invece sono protagonisti di una prestazione straordinaria che li vede qualificarsi agli ottavi in prima posizione con 0 sconfitte e 1 pareggio, infatti sconfiggono 2 volte sia l'Apoel Nicosia (3-0 e 3-0), sia il Borussia Dortmund (2-1 e 3-1), mentre con i campioni in carica del Real Madrid vincono in casa (3-1) e pareggiano al Bernabeu (1-1).
Nel mercato invernale il Tottenham acquista l'attaccante Lucas Moura dal Paris Saint-Germain: l'attaccante sarà indispensabile per altri buoni risultati ottenuti dal club nel corso della stagione e nelle stagioni a venire.
In campionato nel girone di ritorno però gli Spurs macinano punti: infliggono 2 goleade (5-2 e 4-0) rispettivamente a Southampton e Everton, e rimangono imbattuti dalla 18ª alla 33ª giornata, sconfiggendo Manchester United (2-0), Arsenal (1-0) e Chelsea (3-1), vincendo anche il derby col Crystal Palace (1-0) e infliggendo una goleada anche al Bournemouth (4-1). Pareggiano solamente con Liverpool, Southampton e West Ham. L'imbattibilità, cominciata dopo la sconfitta con il Manchester City alla diciottesima giornata, finisce ancora con il Manchester City alla trentatreesima, che vince 3-1 e mette in difficoltà il Tottenham alla fine del campionato, che ottiene un altro pareggio (1-1 con il Brighton) e un'altra sconfitta (1-0 con il West Bromwich).
Nonostante le tante giornate di imbattibilità il Tottenham oscilla tra terzo e quarto posto fino alla fine del campionato, assicurandosi il gradino più basso del podio solo alle ultime due giornate con una vittoria di misura sul Newcastle e un tennistico 5-4 con il Leicester City.
Ma nonostante il girone di ritorno molto buono in campionato, in Europa il Tottenham non riesce a rimanere sugli stessi ritmi della fase a gironi, e dopo aver strappato un pareggio con la Juventus a Torino per 2-2, perdono 1-2 in casa, venendo eliminati dalla competizione.
In FA Cup gli Spurs debuttano il 7 gennaio 2018, con la vittoria sul Wimbledon per 3-0, accedendo così ai sedicesimi dove superano il Newport County per 2-0 nella ripetizione dell'incontro (a Newport avevano pareggiato 1-1). Anche agli ottavi pareggiano, 2-2, avendo bisogno della ripetizione dell'incontro per estromettere il Rochdale dalla competizione con un rotondo 6-1. Ai quarti di finale vincono a Swansea per 3-0 accedendo così alla semifinale contro il Manchester United, che li sconfigge per 2-1 eliminandoli così dalla competizione.

## Maglie e sponsor
Per la stagione 2017-2018 il Tottenham adotta in casa una divisa composta da maglia bianca con colletto e ascelle blu scure, pantaloncini blu scuri con riga bianca e calzettoni bianchi, mentre in trasferta una divisa composta da una maglia con colori invertiti rispetto a quella di casa (quindi tutta blu scura con colletto e ascelle bianchi), un pantaloncino con gli stessi colori di quello di casa e dei calzettoni blu scuri. Lo sponsor ufficiale è AIA, mentre lo sponsor tecnico è Nike.
| Casa | Trasferta |

## Organigramma societario
Di seguito l'organigramma societario.
Area direttiva
- Presidente: Daniel Levy
- Presidente onorario: Joe Lewis (proprietario)
- Direttore Finanziario: Matthew Collecot
- Direttori esecutivi: Donna-Maria Cullen, Darren Eales
- Direttori non esecutivi:Kevan Watts, Ron Robson

Area tecnica
- Direttore sportivo: Mauricio Pochettino
- Allenatore: Miguel D'Agostino
- Allenatore in seconda: Jesus Perez
- Collaboratore tecnico: Steffen Freund
- Preparatore/i atletico/i: Nathan Gardiner
- Preparatore dei portieri: Toni Jimenez

## Rosa
Rosa, numerazione e ruoli, tratti dal sito ufficiale, sono aggiornati al 1º febbraio 2018.
| N. |                          | Ruolo | Calciatore                 |
| -- | ------------------------ | ----- | -------------------------- |
| 1  | Francia (bandiera)       | P     | Hugo Lloris (capitano)     |
| 2  | Inghilterra (bandiera)   | D     | Kieran Trippier            |
| 3  | Inghilterra (bandiera)   | D     | Danny Rose                 |
| 4  | Belgio (bandiera)        | D     | Toby Alderweireld          |
| 5  | Belgio (bandiera)        | D     | Jan Vertonghen             |
| 6  | Colombia (bandiera)      | D     | Davinson Sánchez           |
| 7  | Corea del Sud (bandiera) | A     | Son Heung-Min              |
| 9  | Paesi Bassi (bandiera)   | A     | Vincent Janssen            |
| 10 | Inghilterra (bandiera)   | A     | Harry Kane (vice capitano) |
| 11 | Argentina (bandiera)     | A     | Erik Lamela                |
| 12 | Kenya (bandiera)         | C     | Victor Wanyama             |
| 13 | Paesi Bassi (bandiera)   | P     | Michel Vorm                |
| 14 | Francia (bandiera)       | A     | Georges-Kévin N'Koudou     |

| N. |                           | Ruolo | Calciatore         |
| -- | ------------------------- | ----- | ------------------ |
| 15 | Inghilterra (bandiera)    | D     | Eric Dier          |
| 17 | Francia (bandiera)        | C     | Moussa Sissoko     |
| 18 | Spagna (bandiera)         | A     | Fernando Llorente  |
| 19 | Belgio (bandiera)         | C     | Moussa Dembélé     |
| 20 | Inghilterra (bandiera)    | C     | Dele Alli          |
| 21 | Argentina (bandiera)      | D     | Juan Foyth         |
| 22 | Argentina (bandiera)      | P     | Paulo Gazzaniga    |
| 23 | Danimarca (bandiera)      | C     | Christian Eriksen  |
| 24 | Costa d'Avorio (bandiera) | D     | Serge Aurier       |
| 27 | Brasile (bandiera)        | C     | Lucas              |
| 29 | Inghilterra (bandiera)    | C     | Harry Winks        |
| 33 | Galles (bandiera)         | D     | Ben Davies         |
| 37 | Inghilterra (bandiera)    | D     | Kyle Walker-Peters |

## Calciomercato

### Sessione estiva(dall'1/7 all'31/8)
La sessione estiva di calciomercato del Tottenham è scandita dalle partenze dei difensori Kyle Walker, Kevin Wimmer e Federico Fazio, andati rispettivamente a Manchester City, Stoke City e Roma, al cui posto vengono acquistati Davinson Sanchez, per 40 milioni dall'Ajax, Serge Aurier, per 25 milioni dal Paris Saint-Germain e Juan Foyth, per 13 milioni dall'Estudiantes. Arrivano poi Paulo Gazzaniga, svincolato dal Southampton, e Fernando Llorente, dallo Swansea City. Lasciano poi il club N'Jie e Bentaleb, vengono mandati in prestito Pau Lopez, Onomah, Carter-Vickers e Vincent Janssen (quest'ultimo in prestito oneroso).
| Acquisti         | Acquisti          | Acquisti            | Acquisti                 |
| R.               | Nome              | da                  | Modalità                 |
| ---------------- | ----------------- | ------------------- | ------------------------ |
| D                | Davinson Sánchez  | Ajax                | definitivo (40 mln €)    |
| D                | Serge Aurier      | Paris Saint-Germain | definitivo (25 mln €)    |
| A                | Fernando Llorente | Swansea City        | definitivo (15,10 mln €) |
| D                | Juan Foyth        | Estudiantes (LP)    | definitivo (13 mln €)    |
| P                | Paulo Gazzaniga   | Southampton         | svincolato               |
| Altre operazioni |                   |                     |                          |
| D                | Federico Fazio    | Roma                | fine prestito            |
| A                | Clinton N'Jie     | Olympique Marsiglia | fine prestito            |
| C                | Nabil Bentaleb    | Schalke 04          | fine prestito            |

| Cessioni         | Cessioni               | Cessioni            | Cessioni                      |
| R.               | Nome                   | a                   | Modalità                      |
| ---------------- | ---------------------- | ------------------- | ----------------------------- |
| D                | Kyle Walker            | Manchester City     | definitivo (51 mln €)         |
| D                | Kevin Wimmer           | Stoke City          | definitivo (19,40 mln €)      |
| C                | Nabil Bentaleb         | Schalke 04          | definitivo (19 mln €)         |
| A                | Clinton N'Jie          | Olympique Marsiglia | definitivo (7 mln €)          |
| D                | Federico Fazio         | Roma                | definitivo (3,20 mln €)       |
| A                | Vincent Janssen        | Fenerbahçe          | prestito oneroso (2,50 mln €) |
| Altre operazioni |                        |                     |                               |
| D                | Cameron Carter-Vickers | Sheffield Utd       | prestito                      |
| C                | Josh Onomah            | Aston Villa         | prestito                      |
| P                | Pau López              | Espanyol            | fine prestito                 |

### Sessione invernale(dal 1/1 al 31/1)
L'unico "colpo" di questa sessione invernale per il club è il centrocampista brasiliano Lucas Moura, che arriva per 28,40 milioni di euro dal Paris Saint-Germain.
| Acquisti | Acquisti               | Acquisti            | Acquisti                 |
| R.       | Nome                   | da                  | Modalità                 |
| -------- | ---------------------- | ------------------- | ------------------------ |
| C        | Lucas Moura            | Paris Saint-Germain | definitivo (28,40 mln €) |
| D        | Cameron Carter-Vickers | Sheffield Utd       | fine prestito            |

| Cessioni | Cessioni               | Cessioni     | Cessioni |
| R.       | Nome                   | a            | Modalità |
| -------- | ---------------------- | ------------ | -------- |
| D        | Cameron Carter-Vickers | Ipswich Town | prestito |
| C        | Georges-Kevin N'Koudou | Burnley      | prestito |

## Risultati

### Premier League
| Arbitro: | Andre Marriner |

|  |           |                     |
|  | Marcatori | 61’ Alli 70’ Davies |

| Arbitro: | Anthony Taylor |

|                      |           |                   |
| Batshuayi 82’ (aut.) | Marcatori | 24’ 88’ M. Alonso |

| Arbitro: | Lee Mason |

|          |           |            |
| Alli 49’ | Marcatori | 90+2’ Wood |

| Arbitro: | Graham Scott |

|  |           |                          |
|  | Marcatori | 28’ 46’ Kane 42’ Eriksen |

| Londra 16 settembre 2017, ore 18:30 CEST 5ª giornata | Tottenham | 0 – 0 referto | Swansea City | Wembley Stadium (65.366 spett.)\| Arbitro: \| Mike Dean \| |
| Arbitro:                                             | Mike Dean |               |              |                                                            |

| Arbitro: | Michael Oliver |

|                            |           |                          |
| Chicharito 65’ Kouyaté 87’ | Marcatori | 34’ 38’ Kane 60’ Eriksen |

| Arbitro: | Neil Swarbrick |

|  |           |                                         |
|  | Marcatori | 9’ 23’ Kane 16’ Davies 90+1’ M. Sissoko |

| Arbitro: | Robert Madley |

|             |           |  |
| Eriksen 47’ | Marcatori |  |

| Arbitro: | Andre Marriner |

|                                |           |           |
| Kane 4’ 56’ Son 12’ Alli 45+3’ | Marcatori | 24’ Salah |

| Arbitro: | Jonathan Moss |

|             |           |  |
| Martial 81’ | Marcatori |  |

| Arbitro: | Kevin Friend |

|         |           |  |
| Son 64’ | Marcatori |  |

| Arbitro: | Mike Dean |

|                         |           |  |
| Mustafi 36’ Sánchez 41’ | Marcatori |  |

| Arbitro: | Mike Jones |

|          |           |           |
| Kane 74’ | Marcatori | 4’ Rondón |

| Arbitro: | Anthony Taylor |

|                        |           |          |
| Vardy 13’ Mahrez 45+1’ | Marcatori | 79’ Kane |

| Arbitro: | Martin Atkinson |

|              |           |         |
| Kabasele 13’ | Marcatori | 25’ Son |

| Arbitro: | Roger East |

|                                                       |           |               |
| Shawcross 21’ (aut.) Son 53’ Kane 54’ 65’ Eriksen 74’ | Marcatori | 80’ Shawcross |

| Arbitro: | Robert Madley |

|                    |           |  |
| Aurier 40’ Son 87’ | Marcatori |  |

| Arbitro: | Craig Pawson |

|                                             |           |               |
| Gündogan 14’ De Bruyne 70’ Sterling 80’ 90’ | Marcatori | 90+1’ Eriksen |

| Arbitro: | Michael Oliver |

|  |           |                        |
|  | Marcatori | 7’ (rig.) 69’ 79’ Kane |

#### Girone di ritorno
| Arbitro: | Graham Scott |

|                                   |           |                      |
| Kane 22’ 39’ 67’ Alli 49’ Son 51’ | Marcatori | 64’ Boufal 82’ Tadic |

| Arbitro: | Robert Madley |

|  |           |                       |
|  | Marcatori | 12’ Llorente 89’ Alli |

| Arbitro: | Mike Dean |

|         |           |            |
| Son 84’ | Marcatori | 70’ Obiang |

| Arbitro: | Craig Pawson |

|                                  |           |  |
| Son 26’ Kane 47’ 59’ Eriksen 81’ | Marcatori |  |

| Arbitro: | Kevin Friend |

|                    |           |          |
| Sánchez 15’ (aut.) | Marcatori | 18’ Kane |

| Arbitro: | Andre Marriner |

|                             |           |  |
| Eriksen 1’ Jones 28’ (aut.) | Marcatori |  |

| Arbitro: | Jonathan Moss |

|                |           |                        |
| Salah 3’ 90+1’ | Marcatori | 80’ Wanyama 90+5’ Kane |

| Arbitro: | Anthony Taylor |

|          |           |  |
| Kane 49’ | Marcatori |  |

| Arbitro: | Kevin Friend |

|  |           |          |
|  | Marcatori | 88’ Kane |

| Arbitro: | Kevin Friend |

|              |           |  |
| Son 27’, 54’ | Marcatori |  |

| Arbitro: | Mike Dean |

|              |           |                                    |
| Stanislas 7’ | Marcatori | 35’ Alli 62’, 87’ Son 90+1’ Aurier |

| Arbitro: | Andre Marriner |

|            |           |                             |
| Morata 49’ | Marcatori | 45+1’ Eriksen 62’, 66’ Alli |

| Arbitro: | Graham Scott |

|          |           |                      |
| Diouf 7’ | Marcatori | 52’ Eriksen 63’ Kane |

| Arbitro: | Jonathan Moss |

|             |           |                                            |
| Eriksen 42’ | Marcatori | 22’ Jesus 25’ (rig.) Gündoğan 72’ Sterling |

| Arbitro: | Kevin Friend |

|                 |           |          |
| Groß 50’ (rig.) | Marcatori | 48’ Kane |

| Arbitro: | Michael Oliver |

|                   |           |  |
| Alli 16’ Kane 48’ | Marcatori |  |

| Arbitro: | Mike Jones |

|                 |           |  |
| Livermore 90+2’ | Marcatori |  |

| Arbitro: | Neil Swarbrick |

|          |           |  |
| Kane 50’ | Marcatori |  |

| Arbitro: | Craig Pawson |

|                                               |           |                                        |
| Kane 7’, 76’ Lamela 49’, 60’ Fuchs 53’ (aut.) | Marcatori | 4’, 73’ Vardy 16’ Mahrez 47’ Iheanacho |

### FA Cup
| Arbitro: | David Coote |

|                             |           |  |
| Kane 63’ 65’ Vertonghen 71’ | Marcatori |  |

| Arbitro: | Roger East |

|           |           |          |
| Amond 38’ | Marcatori | 82’ Kane |

| Arbitro: | Stuart Atwell |

|                              |           |  |
| Butler 26’ (aut.) Lamela 34’ | Marcatori |  |

| Arbitro: | Robert Madley |

|                            |           |                           |
| Henderson 45’ Davies 90+3’ | Marcatori | 59’ Lucas 88’ (rig.) Kane |

| Arbitro: | Paul Tierney |

|                                                         |           |              |
| Son 23’, 65’ Llorente 47’, 53’, 59’ Walker-Peters 90+3’ | Marcatori | 31’ Humphrys |

| Arbitro: | Kevin Friend |

|  |           |                               |
|  | Marcatori | 11’, 62’ Eriksen 45+1’ Lamela |

| Arbitro: | Anthony Taylor |

|                         |           |          |
| Sánchez 24’ Herrera 62’ | Marcatori | 11’ Alli |

### League Cup
| Arbitro: | Tim Robinson |

|          |           |  |
| Alli 65’ | Marcatori |  |

| Arbitro: | Mike Dean |

|                        |           |                             |
| M. Sissoko 6’ Alli 37’ | Marcatori | 55’ 60’ A. Ayew 70’ Ogbonna |

### UEFA Champions League

#### Fase a gironi

##### Gruppo H
| Arbitro: | Gianluca Rocchi |

|                     |           |                |
| Son 4’ Kane 15’ 60’ | Marcatori | 11’ Yarmolenko |

| Arbitro: | Pavel Královec |

|  |           |                  |
|  | Marcatori | 39’ 62’ 67’ Kane |

| Arbitro: | Szymon Marciniak |

|                       |           |                   |
| C. Ronaldo 43’ (rig.) | Marcatori | 28’ (aut.) Varane |

| Arbitro: | Cüneyt Çakır |

|                          |           |                |
| Alli 27’ 56’ Eriksen 65’ | Marcatori | 80’ C. Ronaldo |

| Arbitro: | Clément Turpin |

|                |           |                  |
| Aubameyang 31’ | Marcatori | 49’ Kane 76’ Son |

| Arbitro: | Slavko Vinčić |

|                                   |           |  |
| Llorente 20’ Son 37’ N'Koudou 80’ | Marcatori |  |

#### Fase a eliminazione diretta
| Arbitro: | Felix Brych |

|                       |           |                      |
| Higuaín 2’, 9’ (rig.) | Marcatori | 35’ Kane 71’ Eriksen |

| Arbitro: | Szymon Marciniak |

|         |           |                        |
| Son 39’ | Marcatori | 64’ Higuaín 67’ Dybala |

## Statistiche

### Statistiche di squadra
| Competizione     | Punti | In casa | In casa | In casa | In casa | In casa | In casa | In trasferta | In trasferta | In trasferta | In trasferta | In trasferta | In trasferta | Totale | Totale | Totale | Totale | Totale | Totale | DR |
| Competizione     | Punti | G       | V       | N       | P       | Gf      | Gs      | G            | V            | N            | P            | Gf           | Gs           | G      | V      | N      | P      | Gf     | Gs     | DR |
| ---------------- | ----- | ------- | ------- | ------- | ------- | ------- | ------- | ------------ | ------------ | ------------ | ------------ | ------------ | ------------ | ------ | ------ | ------ | ------ | ------ | ------ | -- |
| Premier League   | 77    | 19      | 13      | 4       | 2       | 40      | 16      | 19           | 10           | 4            | 5            | 34           | 20           | 38     | 23     | 8      | 7      | 74     | 36     | 38 |
| FA Cup           | -     | 3       | 3       | 0       | 0       | 11      | 1       | 4            | 1            | 2            | 1            | 7            | 5            | 7      | 4      | 2      | 1      | 18     | 6      | 12 |
| League Cup       | -     | 2       | 1       | 0       | 1       | 3       | 3       | 0            | 0            | 0            | 0            | 0            | 0            | 2      | 1      | 0      | 1      | 3      | 3      | 0  |
| Champions League | 16    | 4       | 3       | 0       | 1       | 10      | 4       | 4            | 2            | 2            | 0            | 8            | 4            | 8      | 5      | 2      | 1      | 18     | 8      | 10 |
| Totale           | 93    | 28      | 20      | 4       | 4       | 64      | 24      | 27           | 13           | 8            | 6            | 49           | 29           | 55     | 33     | 12     | 10     | 113    | 53     | 60 |

### Andamento in campionato
| Giornata  | 1 | 2  | 3 | 4 | 5 | 6 | 7 | 8 | 9 | 10 | 11 | 12 | 13 | 14 | 15 | 16 | 17 | 18 | 19 | 20 | 21 | 22 | 23 | 24 | 25 | 26 | 27 | 28 | 29 | 30 | 31 | 32 | 33 | 34 | 35 | 36 | 37 | 38 |
| --------- | - | -- | - | - | - | - | - | - | - | -- | -- | -- | -- | -- | -- | -- | -- | -- | -- | -- | -- | -- | -- | -- | -- | -- | -- | -- | -- | -- | -- | -- | -- | -- | -- | -- | -- | -- |
| Luogo     | T | C  | C | T | C | T | T | C | C | T  | C  | T  | C  | T  | T  | C  | C  | T  | T  | C  | T  | C  | C  | T  | C  | T  | C  | T  | C  | T  | T  | T  | C  | T  | C  | T  | C  | C  |
| Risultato | V | P  | P | V | N | V | V | V | V | P  | V  | P  | N  | P  | N  | V  | V  | P  | V  | V  | V  | N  | V  | N  | V  | N  | V  | V  | V  | V  | V  | V  | P  | N  | V  | P  | V  | V  |
| Posizione | 4 | 10 | 9 | 5 | 5 | 4 | 3 | 3 | 3 | 3  | 3  | 4  | 5  | 7  | 6  | 6  | 4  | 7  | 5  | 5  | 5  | 5  | 5  | 5  | 5  | 5  | 5  | 4  | 4  | 3  | 4  | 4  | 4  | 4  | 4  | 4  | 3  | 3  |

Legenda:

Luogo: C = Casa; T = Trasferta. Risultato: V = Vittoria; N = Pareggio; P = Sconfitta.

### Statistiche dei giocatori
In corsivo i giocatori che hanno lasciato il club a stagione in corso.
| Giocatore        | Premier League | Premier League | Premier League | Premier League | FA Cup   | FA Cup | FA Cup      | FA Cup     | League Cup | League Cup | League Cup  | League Cup | Champions League | Champions League | Champions League | Champions League | Totale   | Totale | Totale      | Totale     |
| Giocatore        | Presenze       | Reti           | Ammonizioni    | Espulsioni     | Presenze | Reti   | Ammonizioni | Espulsioni | Presenze   | Reti       | Ammonizioni | Espulsioni | Presenze         | Reti             | Ammonizioni      | Espulsioni       | Presenze | Reti   | Ammonizioni | Espulsioni |
| ---------------- | -------------- | -------------- | -------------- | -------------- | -------- | ------ | ----------- | ---------- | ---------- | ---------- | ----------- | ---------- | ---------------- | ---------------- | ---------------- | ---------------- | -------- | ------ | ----------- | ---------- |
| H. Lloris        | 36             | -35            | 1              | 0              | 0        | 0      | 0           | 0          | 0          | 0          | 0           | 0          | 7                | -8               | 0                | 0                | 43       | -43    | 1           | 0          |
| K. Trippier      | 24             | 0              | 1              | 0              | 6        | 0      | 0           | 0          | 2          | 0          | 0           | 0          | 3                | 0                | 0                | 0                | 35       | 0      | 1           | 0          |
| D. Rose          | 10             | 0              | 4              | 0              | 3        | 0      | 0           | 0          | 1          | 0          | 0           | 0          | 3                | 0                | 1                | 0                | 17       | 0      | 5           | 0          |
| T. Alderweireld  | 14             | 0              | 4              | 0              | 2        | 0      | 1           | 0          | 1          | 0          | 0           | 0          | 4                | 0                | 0                | 0                | 21       | 0      | 5           | 0          |
| J. Vertonghen    | 36             | 0              | 4              | 0              | 4        | 1      | 0           | 0          | 1          | 0          | 0           | 0          | 6                | 0                | 1                | 1                | 47       | 1      | 5           | 1          |
| D. Sánchez       | 31             | 0              | 1              | 1              | 2        | 0      | 1           | 0          | 0          | 0          | 0           | 0          | 8                | 0                | 0                | 0                | 41       | 0      | 2           | 1          |
| H. Son           | 37             | 12             | 0              | 0              | 7        | 2      | 2           | 0          | 2          | 0          | 0           | 0          | 7                | 4                | 0                | 0                | 53       | 18     | 2           | 0          |
| V. Janssen       | 1              | 0              | 0              | 0              | 0        | 0      | 0           | 0          | 0          | 0          | 0           | 0          | 0                | 0                | 0                | 0                | 1        | 0      | 0           | 0          |
| H. Kane          | 37             | 30             | 5              | 0              | 4        | 4      | 0           | 0          | 0          | 0          | 0           | 0          | 7                | 7                | 0                | 0                | 48       | 41     | 5           | 0          |
| E. Lamela        | 25             | 2              | 4              | 0              | 6        | 2      | 1           | 0          | 0          | 0          | 0           | 0          | 2                | 0                | 0                | 0                | 33       | 4      | 5           | 0          |
| V. Wanyama       | 18             | 1              | 2              | 0              | 5        | 0      | 2           | 0          | 0          | 0          | 0           | 0          | 1                | 0                | 0                | 0                | 24       | 1      | 4           | 0          |
| M. Vorm          | 1              | -1             | 0              | 0              | 7        | -6     | 0           | 0          | 2          | -3         | 0           | 0          | 1                | 0                | 0                | 0                | 11       | -10    | 0           | 0          |
| G.-K. N'Koudou   | 9              | 0              | 1              | 0              | 1        | 0      | 0           | 0          | 2          | 0          | 0           | 0          | 2                | 1                | 0                | 0                | 14       | 1      | 1           | 0          |
| E. Dier          | 34             | 0              | 4              | 0              | 4        | 0      | 1           | 0          | 2          | 0          | 0           | 0          | 7                | 0                | 1                | 0                | 47       | 0      | 6           | 0          |
| M. Sissoko       | 33             | 1              | 3              | 0              | 6        | 0      | 0           | 0          | 2          | 1          | 0           | 0          | 6                | 0                | 0                | 0                | 47       | 2      | 3           | 0          |
| F. Llorente      | 16             | 1              | 1              | 0              | 6        | 3      | 0           | 0          | 2          | 0          | 0           | 0          | 7                | 1                | 0                | 0                | 31       | 5      | 1           | 0          |
| M. Dembélé       | 28             | 0              | 6              | 0              | 4        | 0      | 0           | 0          | 2          | 0          | 0           | 0          | 5                | 0                | 2                | 0                | 39       | 0      | 8           | 0          |
| D. Alli          | 36             | 9              | 7              | 0              | 7        | 1      | 1           | 0          | 2          | 2          | 0           | 0          | 5                | 2                | 1                | 0                | 50       | 14     | 9           | 0          |
| J. Foyth         | 0              | 0              | 0              | 0              | 5        | 0      | 2           | 0          | 2          | 0          | 0           | 0          | 1                | 0                | 0                | 0                | 8        | 0      | 2           | 0          |
| P. Gazzaniga     | 1              | 0              | 0              | 0              | 0        | 0      | 0           | 0          | 0          | 0          | 0           | 0          | 0                | 0                | 0                | 0                | 1        | 0      | 0           | 0          |
| C. Eriksen       | 37             | 10             | 0              | 0              | 3        | 2      | 0           | 0          | 1          | 0          | 0           | 0          | 6                | 2                | 0                | 0                | 47       | 14     | 0           | 0          |
| S. Aurier        | 17             | 2              | 1              | 0              | 1        | 0      | 0           | 0          | 0          | 0          | 0           | 0          | 6                | 0                | 3                | 0                | 24       | 2      | 4           | 0          |
| Lucas            | 6              | 0              | 0              | 0              | 4        | 1      | 0           | 0          | 0          | 0          | 0           | 0          | 1                | 0                | 0                | 0                | 11       | 1      | 0           | 0          |
| H. Winks         | 16             | 0              | 0              | 0              | 3        | 0      | 0           | 0          | 1          | 0          | 0           | 0          | 5                | 0                | 1                | 0                | 25       | 0      | 1           | 0          |
| B. Davies        | 29             | 2              | 3              | 0              | 3        | 0      | 0           | 0          | 1          | 0          | 0           | 0          | 5                | 0                | 1                | 0                | 38       | 2      | 4           | 0          |
| K. Walker-Peters | 3              | 0              | 0              | 0              | 4        | 1      | 0           | 0          | 1          | 0          | 0           | 0          | 1                | 0                | 0                | 0                | 9        | 1      | 0           | 0          |